# Dorota Szelągowska
Dorota Szelągowska (ur. 26 września 1980 w Trypolisie) – polska prezenterka telewizyjna i projektantka wnętrz.

## Życiorys
Urodziła się w Trypolisie w Libii w 1980, gdzie do jesieni 1981 mieszkała z rodziną. Jest absolwentką Społecznego Liceum Ogólnokształcącego nr 5 w Milanówku. Studiowała dziennikarstwo i stosowane nauki społeczne, jednak żadnego kierunku nie ukończyła. Ukończyła kurs projektowania wnętrz.
W 1998 została prowadzącą program młodzieżowy TVP1 Rower Błażeja, którego później była wydawcą. Była felietonistką magazynów „Malemen”, „Pani”, „Olivia” i „Polska The Times”. Współpracowała z TVN przy produkcji programów rozrywkowych Moja krew i Taniec z gwiazdami oraz programu śniadaniowego Dzień dobry TVN. Pracowała także przy produkcji teledysków kilku artystów, takich jak Dorota Miśkiewicz czy Tomasz Makowiecki.
Prowadziła Polskie lato w TVP1, Pytanie na śniadanie w TVP2 i Dietosferę w Kuchnia TV. Była gospodynią programów w Domo+: Dach nad gwiazdami, Hotelove oraz Domy gwiazd. Od 2014 prowadzi programy o tematyce wnętrzarskiej w kanałach należących do grupy TVN Discovery: była prowadzącą Dorota Was urządzi, Polowanie na kuchnie, Weekendowe metamorfozy Doroty oraz Wielkanocne metamorfozy Doroty w TVN Style, Polowanie na mieszkanie i Totalne remonty Szelągowskiej, Pogromcy chaosu w TVN, Domowe rewolucje, Tu jest pięknie, Dorota inspiruje, Metamorfozy Doroty Szelągowskiej w HGTV. Prowadzi także własne biuro projektowe. W 2024 została jedną z jurorek programu kulinarnego TVN MasterChef Nastolatki.

## Życie prywatne
Jest córką Katarzyny Grocholi. Z pierwszym mężem, aktorem Pawłem Hartliebem (ur. 1974), ma syna Antoniego (ur. 2001). 30 maja 2013, po 11 latach związku, poślubiła Adama Sztabę, z którym rozwiodła się 21 maja 2015. W 2017 wyszła za Michała Wawro, z którym ma córkę Wandę (ur. 2018). W 2019 się rozstali, a dwa lata później uzyskali rozwód. Od 2024 jest w nieformalnym związku z Wojciechem Wysockim.
Cierpiała na nerwicę lękową i borykała się z atakami paniki.
Deklaruje się jako osoba wierząca w Boga.

## Publikacje
- 2011: Makatka (współautorka: Katarzyna Grochola), Wydawnictwo Literackie
- 2016: Dorota was urządzi na święta, Wydawnictwo Edipresse
- 2023: Miało być zabawnie, a wyszło jak zwykle, Wydawnictwo Wielka Litera

## Nagrody
- 2011: Róża Gali w kategorii „Literatura”[21]
- 2019: Telekamera w kategorii „Osobowość Telewizyjna”
- 2025: Nagroda w plebiscycie ShEO Awards w kategorii „Kreatorka zmian”[22]